# The Independent (Austin)
The Independent es un rascacielos residencial terminado en Austin, Texas. Con una altura de 210 m, es el edificio más alto de la ciudad, superando a The Austonian de 208 m de altura, otro rascacielos residencial. Es el edificio residencial más alto de los Estados Unidos al oeste del río Misisipi.
El edificio fue propuesto en 2014, la construcción comenzó en 2016 y se completó en la primavera de 2019. Contiene 58 pisos, 370 condominios y ha sido apodada la "Torre Jenga" y la "Torre Tetris". El noveno piso contiene comodidades como una piscina climatizada, una sala club, un parque infantil y un parque para perros, mientras que el piso 34 contiene un gimnasio, una plataforma de yoga y un salón al aire libre.
El diseño de la corona de la torre ha sido criticado, hasta el punto de que en marzo de 2019 se creó un grupo de protesta llamado Fix The Crown.